# Zeitungsbuch

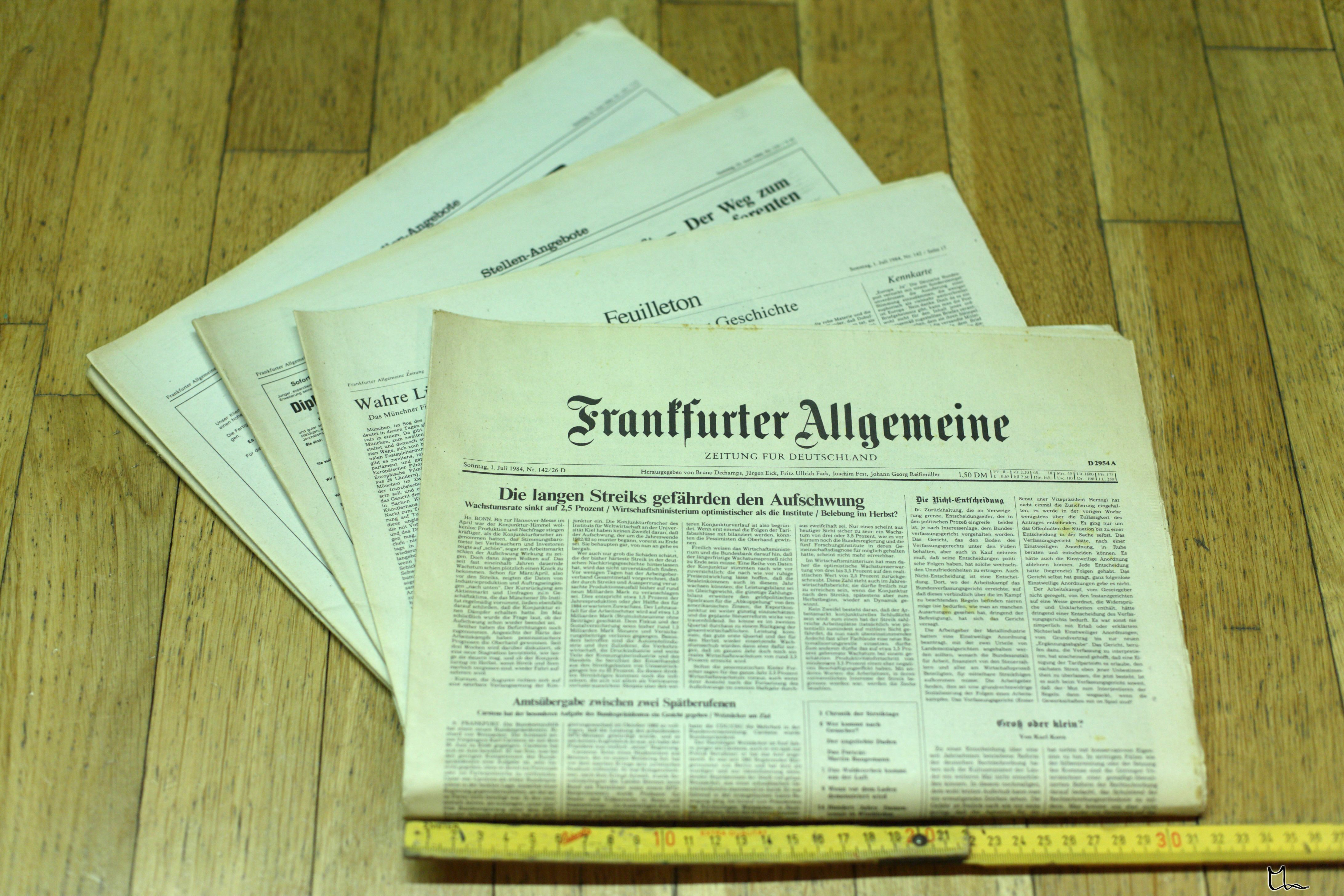
Zeitung bestehend aus vier Büchern

Zeitungsbuch oder kurz Buch nennt man zusammengefasste Zeitungsseiten, die sich aus den einzelnen gefalzten Druckbogen ergeben. In der Schweiz wird die Bezeichnung Bund oder fachsprachlich Faszikel verwendet.
Eine Zeitung besteht in der Regel (ab einer bestimmten Seitenanzahl, je nach Druckmaschine) aus mehreren Zeitungsbüchern, die hintereinander gelegt und noch einmal gefalzt werden. Einzelne Bücher werden beispielsweise verwendet, um Rubriken abzugrenzen (Sportteil, Wirtschaftsteil, Feuilleton etc.) aber auch als Sonderbeilagen, als zusätzliches Magazin in der Zeitung oder für PR- und Werbezwecke genutzt.
Eine moderne Rollenzeitungsdruck-Maschine fertigt mehrere Bücher in einem Durchgang gleichzeitig, die dann aus dem Falzausgang der Maschine als bereits fertig zusammengetragene Zeitungen oder Zeitungsteile herauslaufen.   